# Carrière de marbre gris de Caunes-Minervois
La carrière de marbre gris est une carrière située à Caunes-Minervois, dans le département de l'Aude, en France.

## Description
Cette carrière de marbre est un site remarquable par son histoire et les témoignages d'extraction (bâti, blocs, colonnes, inscriptions, traces d’outils) qu’on y retrouve. Elle fait partie, avec la carrière du Roy et la carrière de Buffens, des carrières du village de Caunes-Minervois inscrites aux Monuments historiques en 2006.
L'accès s'effectue par un chemin d’exploitation creusé à même la roche offrant un magnifique point de vue sur la plaine de l’Aude, les Corbières et les Pyrénées. Il débouche sur une plateforme, ancienne carrière remblayée par les rebuts d’exploitations postérieures. En dessous de cette aire de retournement des charrois et des camions, on distingue dans le lit d’une ancienne cascade de très anciennes traces d’outils. L’esplanade se prolonge au Nord par une carrière en amphithéâtre et sur le côté Est d’un talweg qui suit le pendage des couches de marbres. La société Zealodrone a estimé en 2017 le volume de marbre extrait de cette carrière principale à environ 13 400 m3. Au dessus de cette carrière, trois autres carrières ont été récemment mises à jour.

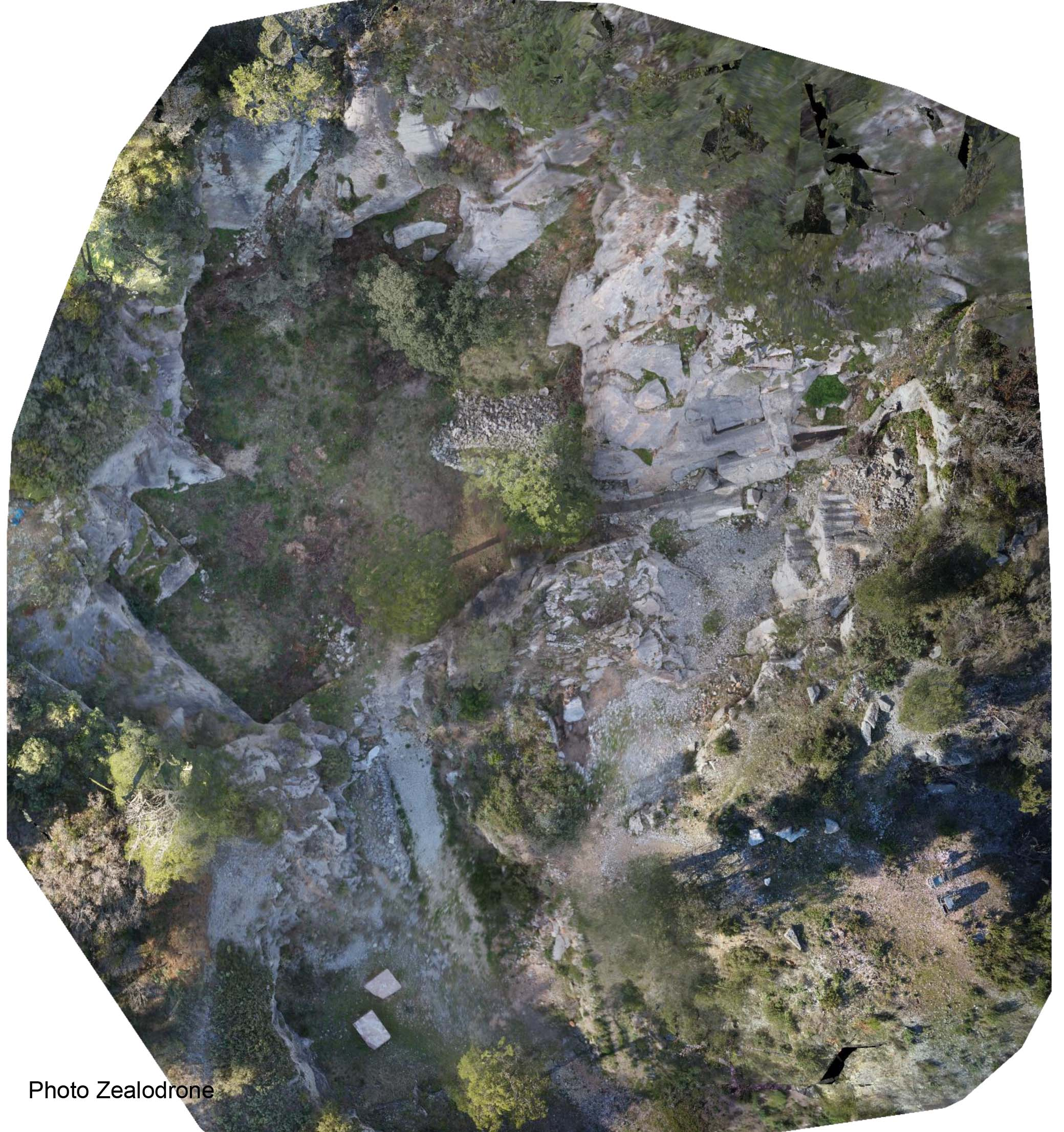
vue de dessus du site

Ces carrières offrent de nombreuses traces de techniques d'extraction : préparation des fronts de taille qui permettait d’apprécier la qualité et la couleur des couches, bancs de découpe selon le pendage de la roche, tranchées de dégagement de plaques de forte épaisseur, berceaux de colonnes, rampe de halage, quai de chargement, outils du système d'extraction au fil hélicoïdal...

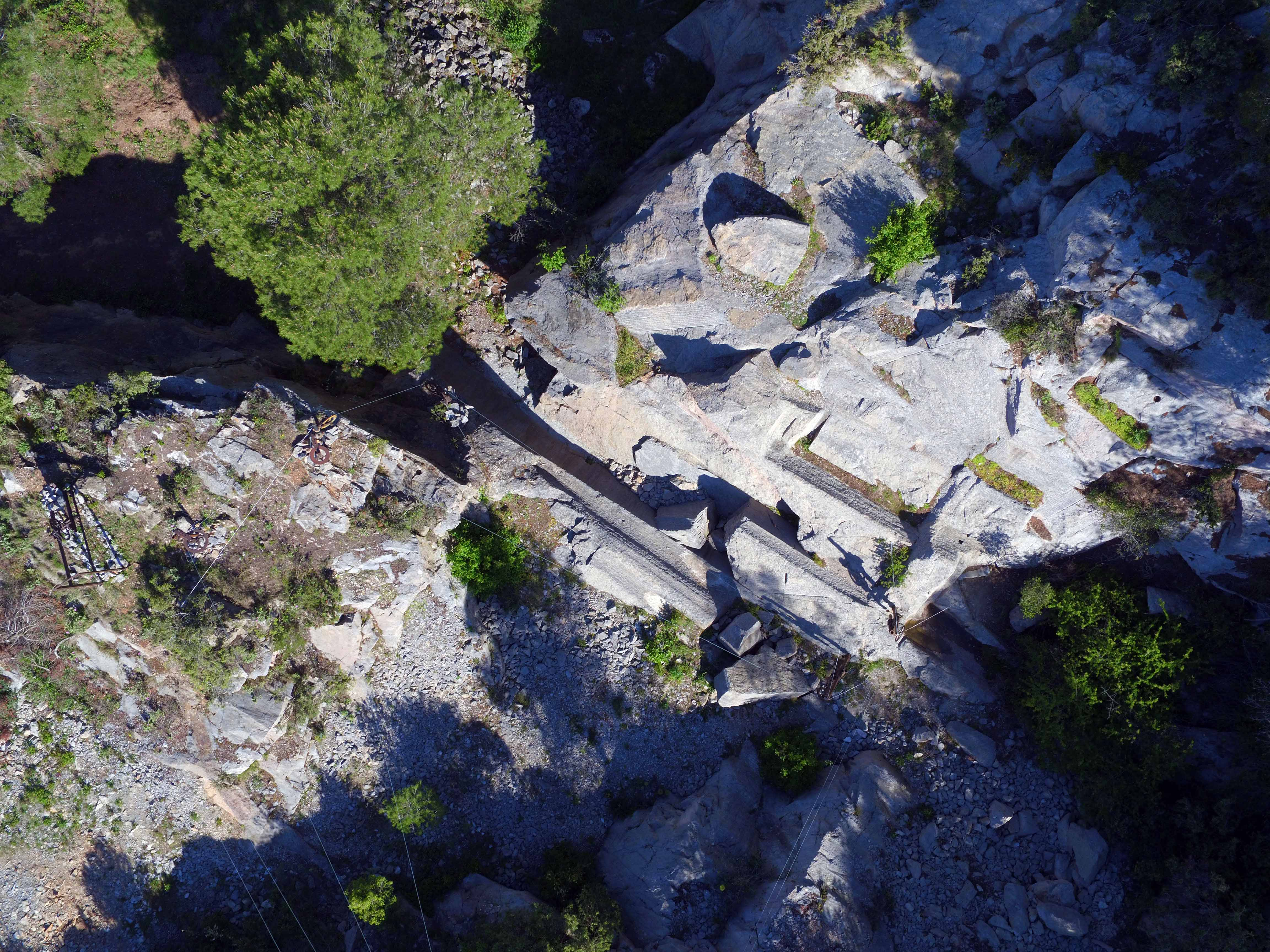
Vue de dessus du front de taille

Cette carrière offre plusieurs couleurs de marbre telles que le « gris agate », le « gris anthracite », le « cévenol»  et des gris avec inclusion de stromatactis ocres, jaunes ou roses comme « la brèche du Louvre »

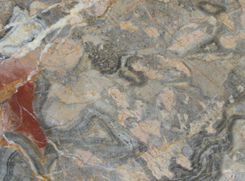
Brèche du Louvre
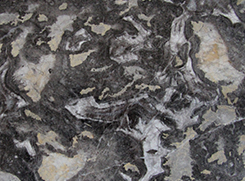
Gris cévenol
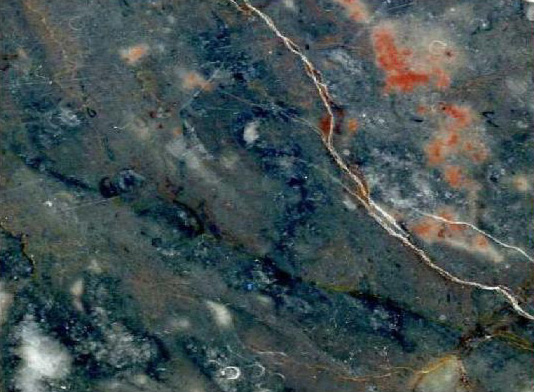
Gris rosé
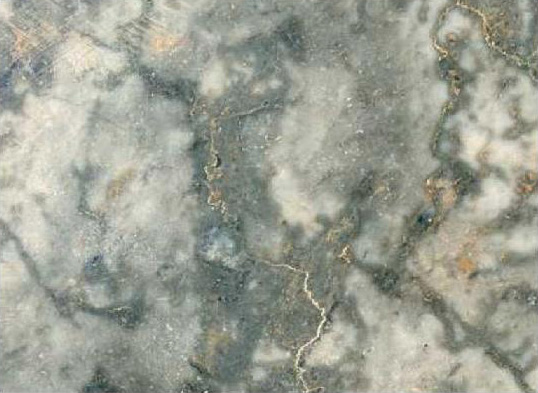
gris agate
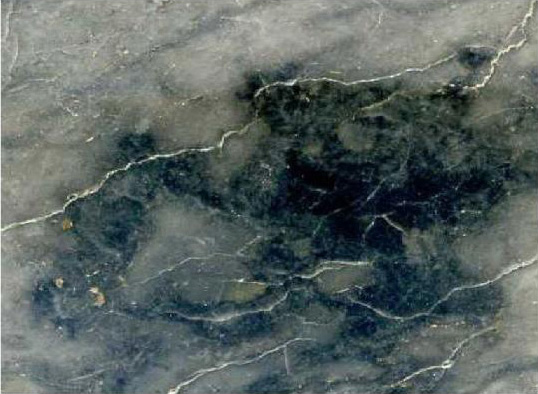
Gris nuagé

Dans la carrière du Nord Est a été restauré et remis en place un système exploitation au fil hélicoïdal avec système de poulie pénétrante expérimenté dans les années 60. Cette reconstitution à vocation pédagogique est unique. Il comporte l'ensemble des éléments retrouvés sur des sites abandonnés ou donnés à l’association à savoir : le treuil d’entrainement du fil, le moteur, la foreuse, la poulie pénétrante, une foreuse et son trépan, un dispositif de tension du câble, les poulies de renvoi nécessaires à l’établissement d’un front de coupe et la machine de remplacement du fil hélicoïdal avec une bobine de fil neuf. 

## Localisation
La carrière est située sur la commune de Caunes-Minervois, dans le département français de l'Aude. On l'atteint par l'allée des carrières, à deux kilomètres au nord du village . 

## Historique
Les Romains et leurs successeurs, les Wisigoths, ont exploité les marbres de Caunes ; en témoignent les tesselles dans les mosaïques des villas de la Narbonnaise et quelques pièces, comme des colonnes, en réemploi. Plus tard, au IXe  siècle, des colonnes en marbre gris de Caunes furent employées par les Arabes dans l'édification de la Grande mosquée de Cordoue.
Le Moyen Âge l'a surtout utilisé comme pierre de construction. Ainsi, le chevet de l’abbatiale de Caunes, bâti au début  du XIe siècle est construit avec une maçonnerie en moellons de petites tailles alternant marbre gris et marbre rouge incarnat. Il a pu aussi être employé dans le mobilier. Le musée lapidaire de l’abbaye de Caunes présente une table d’autel du XIe siècle en marbre incarnat avec incrustation d’une étoile en marbre blanc.

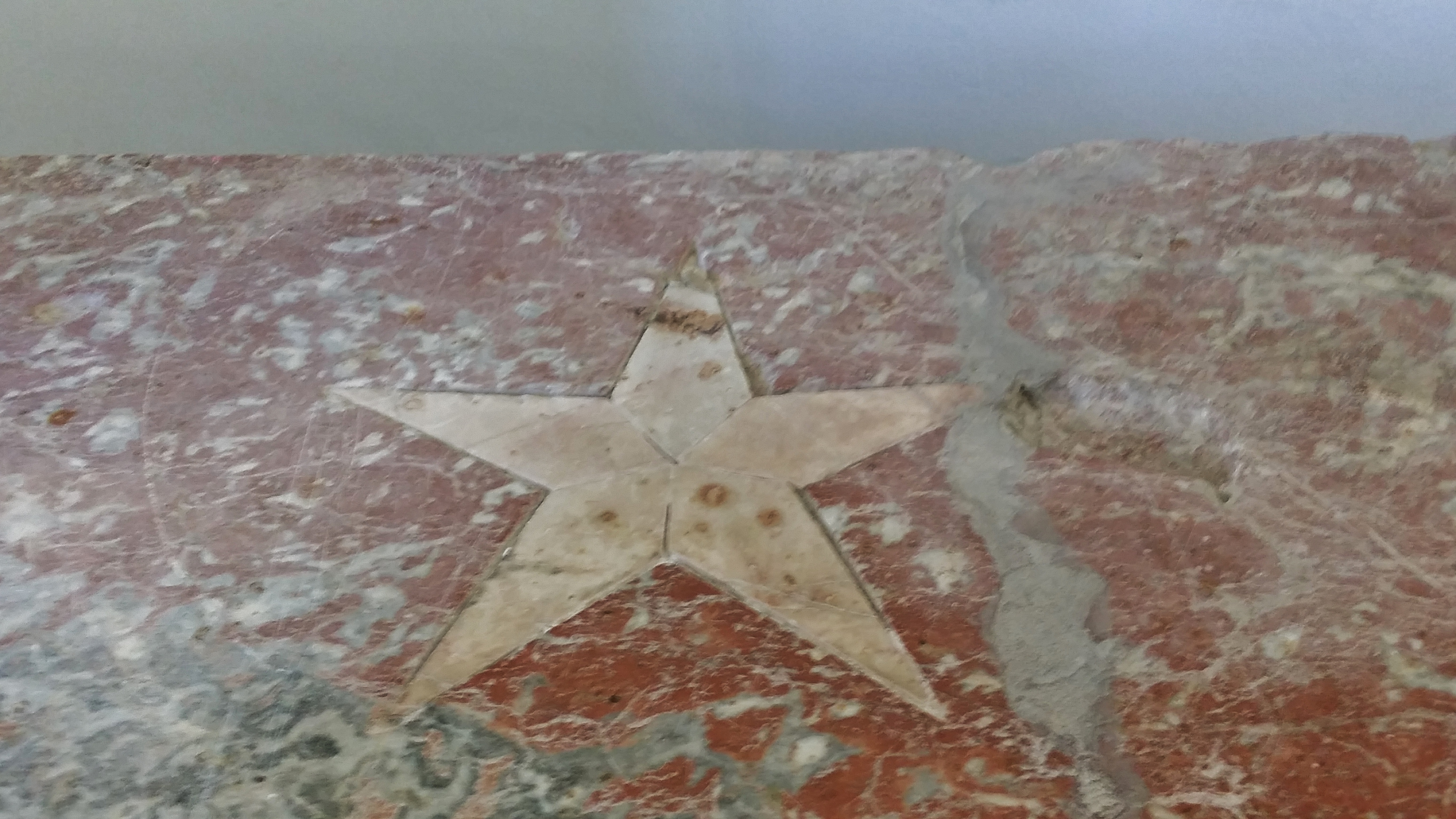
Autel du XIe siècle

Alors que depuis plus de cent ans déjà, l’exploitation des marbres des Pyrénées avait été relancée à Campan et Sarrancolin, ce n'est qu'au début du XVIIe siècle que Jean d’Alibert, abbé et seigneur de Caunes, puis son successeur Sernin de Narbonne, ont fait venir à Caunes des marbriers italiens pour développer l’exploitation du marbre. L'intérêt porté alors au marbre par le papauté mais ensuite par la royauté est à l'origine d'un essor et d'une diffusion remarquables de ces marbres.
Cette carrière appelée "Grande carrière de gris" faisait partie des sites en exploitation à la Révolution. En 1794, bien qu’appartement à l’abbaye de Caunes, elle n’a pas fait l’objet d’une vente au titre de biens nationaux car elle était exploitée avec un contrat d’affermage. En 1807, les baux des carriers arrivant à échéance, l’administration impériale a vendu par adjudication l’ensemble des carrières des bénédictins. Une seule personne s’est portée acquéreur du lot. Il a été immédiatement créé la « société des carrières de marbre de Caunes » regroupant l’acheteur et les carriers exploitant les carrières.
Le XIXe siècle est marqué pour l’ensemble des carrières de la Terralbe par une série de procès concernant les limites de propriété après l’établissement du cadastre (1826). En 1873 un arrêté  préfectoral fixe de façon unilatérale les limites de parcelles. Des bornes en grès de Laure Minervois sont mises en place par l’administration des eaux forêts suivant cet arrêté. La société exploitante conteste immédiatement ce découpage et engage une nouvelle procédure qui se terminera en 1913. Un pic de production a été établi à la fin du XIXe siècle.
L’exploitation de cette carrière s’est poursuivie jusqu’au milieu du XXe siècle. Un essai d’extraction au fil hélicoïdal et poulie pénétrante a été réalisé entre 1950 et 1960. Toute exploitation a cessé depuis.
L'édifice est inscrit au titre des monuments historiques en 2006.